# Bani (Banh)
Pour les articles homonymes, voir Bani.
Bani est une localité du Burkina Faso située dans le département de Banh, la province du Loroum et la région du Nord. 

## Population
Lors du recensement de 2006, on y a dénombré 1 465 habitants. 